# Oscarsgalan 2002
Oscarsgalan 2002 var den 74:e upplagan av Academy Awards. Den hölls den 24 mars och belönade insatser gjorda inom film under  2001. Årets värd var Whoopi Goldberg.

## Priskategorier
| Bästa film | Bästa regi |
| --- | --- |
| - A Beautiful Mind - Brian Grazer, Ron Howard - Gosford Park - Robert Altman, Bob Balaban - In the Bedroom - Ross Katz, Todd Field - Sagan om ringen - härskarringen - Peter Jackson, Fran Walsh, Barrie M. Osborne - Moulin Rouge! - Baz Luhrmann, Fred Baron | - Ron Howard – A Beautiful Mind - Ridley Scott – Black Hawk Down - Robert Altman – Gosford Park - Peter Jackson – Sagan om ringen - härskarringen - David Lynch – Mulholland Drive |
| Bästa manliga huvudroll | Bästa kvinnliga huvudroll |
| - Denzel Washington – Training Day - Russell Crowe – A Beautiful Mind - Sean Penn – I Am Sam - Will Smith – Ali - Tom Wilkinson – In the Bedroom | - Halle Berry – Monster's Ball - Judi Dench – Iris - Nicole Kidman – Moulin Rouge! - Sissy Spacek – In the Bedroom - Renée Zellweger – Bridget Jones dagbok |
| Bästa manliga biroll | Bästa kvinnliga biroll |
| - Jim Broadbent – Iris - Ethan Hawke – Training Day - Ben Kingsley – Sexy Beast - Ian McKellen – Sagan om ringen - härskarringen - Jon Voight – Ali | - Jennifer Connelly – A Beautiful Mind - Helen Mirren – Gosford Park - Maggie Smith – Gosford Park - Marisa Tomei – In the Bedroom - Kate Winslet – Iris |
| Bästa manus | Bästa manus efter förlaga |
| - Julian Fellowes – Gosford Park - Guillaume Laurant, Jean-Pierre Jeunet, Guillaume Laurant – Amelie från Montmartre - Christopher Nolan, Jonathan Nolan – Memento - Milo Addica, Will Rokos – Monster's Ball - Wes Anderson, Owen Wilson – The Royal Tenenbaums | - Akiva Goldsman – A Beautiful Mind - Daniel Clowes, Terry Zwigoff – Ghost World - Rob Festinger, Todd Field – In the Bedroom - Fran Walsh, Philippa Boyens, Peter Jackson – Sagan om ringen - härskarringen - Ted Elliott, Terry Rossio, Joe Stillman, Roger S.H. Schulman – Shrek |
| Bästa foto | Bästa scenografi |
| - Andrew Lesnie – Sagan om ringen – härskarringen - Bruno Delbonnel – Amelie från Montmartre - Slawomir Idziak – Black Hawk Down - Roger Deakins – The Man Who Wasn't There - Donald M. McAlpine – Moulin Rouge! | - Moulin Rouge! – Art Direction: Catherine Martin; Set Decoration: Brigitte Broch - Amelie från Montmartre – Art Direction: Aline Bonetto; Set Decoration: Marie-Laure Valla - Gosford Park – Art Direction: Stephen Altman; Set Decoration: Anna Pinnock - Harry Potter och de vises sten – Art Direction: Stuart Craig; Set Decoration: Stephenie McMillan - Sagan om ringen – härskarringen – Art Direction: Grant Major; Set Decoration: Dan Hennah |
| Bästa kostym | Bästa smink |
| - Catherine Martin, Angus Strathie – Moulin Rouge! - Milena Canonero – Farlig intrig - Jenny Beavan – Gosford Park - Judianna Makovsky – Harry Potter och de vises sten - Ngila Dickson, Richard Taylor – Sagan om ringen - härskarringen | - Peter Owen, Richard Taylor – Sagan om ringen - härskarringen - Greg Cannom, Colleen Callaghan – A Beautiful Mind - Maurizio Silvi, Aldo Signoretti – Moulin Rouge! |
| Bästa klippning | Bästa ljud |
| - Pietro Scalia – Black Hawk Down - Mike Hill, Dan Hanley – A Beautiful Mind - John Gilbert – Sagan om ringen - härskarringen - Dody Dorn – Memento - Jill Bilcock – Moulin Rouge! | - Michael Minkler, Myron Nettinga, Chris Munro – Black Hawk Down - Vincent Arnardi, Guillaume Leriche, Jean Umansky – Amelie från Montmartre - Christopher Boyes, Michael Semanick, Gethin Creagh, Hammond Peek – Sagan om ringen - härskarringen - Andy Nelson, Anna Behlmer, Roger Savage, Guntis Sics – Moulin Rouge! - Kevin O'Connell, Greg P. Russell, Peter J. Devlin – Pearl Harbor                                                             |
| Bästa ljudklippning | Bästa visuella effekter |
| - George Watters II, Christopher Boyes – Pearl Harbor - Gary Rydstrom, Michael Silvers – Monsters, Inc. | - Jim Rygiel, Randall William Cook, Richard Taylor, Mark Stetson – Sagan om ringen – härskarringen - Dennis Muren, Scott Farrar, Stan Winston, Michael Lantieri – A.I. – Artificiell Intelligens - Eric Brevig, John Frazier, Ed Hirsh, Ben Snow – Pearl Harbor |
| Bästa sång | Bästa musik |
| - "If I Didn't Have You" från Monsters, Inc. – Musik och text av Randy Newman - "May It Be" från Sagan om ringen - härskarringen – Musik och text av Enya, Nicky Ryan, Roma Ryan - "There You'll Be" från Pearl Harbor – Musik och text av Diane Warren - "Until" från Kate & Leopold – Musik och text av Sting - "Vanilla Sky" från Vanilla Sky – Musik och text av Paul McCartney | - Howard Shore – Sagan om ringen – härskarringen - John Williams – A.I. – Artificiell Intelligens - James Horner – A Beautiful Mind - John Williams – Harry Potter och de vises sten - Randy Newman – Monsters, Inc. |
| Bästa utländska film | Bästa kortfilm |
| - Ingenmansland (Bosnien-Hercegovina) - Amelie från Montmartre (Frankrike) - Elling (Norge) - Lagaan (Indien) - Son of the Bride (Argentina) | - The accountant – Ray McKinnon och Lisa Blount - Copy Shop – Virgil Widrich - Gregor's Greatest Invention – Johannes Kiefer - A Man Thing – Slawomir Fabicki och Bogumil Godfrejow - Speed for Thespians – Kalman Apple och Shameela Bakhsh |
| Bästa animerade film | Bästa animerade kortfilm |
| - Shrek - Jimmy Neutron: Underbarnet - Monsters, Inc. | - For the Birds – Ralph Eggleston - Fifty Percent Grey – Ruairi Robinson och Seamus Byrne - Give Up Yer Aul Sins – Cathal Gaffney och Darragh O’Connell - Strange Invaders – Cordell Barker - Stubble Trouble – Joseph E. Merideth |
| Bästa dokumentär | Bästa dokumentära kortfilm |
| - Murder on a Sunday Morning – Jean-Xavier de Lestrade och Denis Poncet - Children Underground – Edet Belzberg - LaLee's Kin: The Legacy of Cotton – Susan Froemke och Deborah Dickson - Promises – Justine Shapiro och B.Z. Goldberg - War Photographer – Christian Frei | - Thoth – Sarah Kernochan och Lynn Appelle - Artists and Orphans: A True Drama – Lianne Klapper McNally - Sing! – Freida Lee Mock och Jessica Sanders |